# Ollioules
 Ollioules  (en occitano Oliulas) es una población y comuna francesa que se encuentra en la región de Provenza-Alpes-Costa Azul, departamento de Var, en el distrito de Toulon y cantón de Ollioules.

## Demografía
| 1 814 | 2 591 | 2 878 | 3 096 | 3 012 | 3 026 | 3 142 | 3 258 | 3 305 | 3 360 | 3 348 | 3 357 | 3 456 | 3 480 | 3 708 | 3 816 | 3 966 | 4 006 | 4 060 | 4 201 | 4 173 | 4 573 | 4 749 | 5 326 | 5 562 | 5 891 | 6 959 | 7 803 | 8 786 | 9 242 | 10 398 | 12 198 | 13 245 |
| Para los censos de 1962 a 1999 la población legal corresponde a la población sin duplicidades (Fuente: INSEE [Consultar]) |       |       |       |       |       |       |       |       |       |       |       |       |       |       |       |       |       |       |       |       |       |       |       |       |       |       |       |       |       |        |        |        |